# Davron
Davron est une commune française située dans le département des Yvelines, en région Île-de-France.

## Géographie

### Localisation
Commune rurale située dans la plaine de Versailles, à une vingtaine de kilomètres au nord-ouest de Versailles et à 14 km environ au sud-ouest de Saint-Germain-en-Laye. Elle est bordée au sud par le ru de Gally.

### Communes limitrophes
Davron est limitrophe de Feucherolles au nord-est, de Chavenay au sud-est, de Thiverval-Grignon au sud et de Crespières au nord-ouest.

### Transports et communications

#### Réseau routier
La commune est desservie par la route départementale 307 qui relie Versailles à la vallée de la Mauldre.

#### Desserte ferroviaire
Au plan ferroviaire, la station SNCF la plus proche est la gare de Plaisir - Grignon sur la ligne du Transilien Paris-Montparnasse.

#### Bus
La commune est desservie par les lignes 17S, 170, 171, 172, 511 et 512 du réseau de bus Centre et Sud Yvelines.

#### Sentier de randonnée
Le sentier de grande randonnée GR 1 traverse le territoire de la commune, de Thiverval-Grignon au sud-ouest jusqu'à Feucherolles au nord-est.

### Occupation des solssimplifiée
Le territoire de la commune se compose en 2017 de 94,97 % d'espaces agricoles, forestiers et naturels, 2,25 % d'espaces ouverts artificialisés et 2,78 % d'espaces construits artificialisés.

### Climat
Pour des articles plus généraux, voir Climat de l'Île-de-France et Climat des Yvelines.
En 2010, le climat de la commune est de type climat océanique dégradé des plaines du Centre et du Nord, selon une étude du CNRS s'appuyant sur une série de données couvrant la période 1971-2000. En 2020, Météo-France publie une typologie des climats de la France métropolitaine dans laquelle la commune est dans une zone de transition entre le climat océanique et le climat océanique altéré et est dans la région climatique Sud-ouest du bassin Parisien, caractérisée par une faible pluviométrie, notamment au printemps (120 à 150 mm) et un hiver froid (3,5 °C).
Pour la période 1971-2000, la température annuelle moyenne est de 10,8 °C, avec une amplitude thermique annuelle de 14,9 °C. Le cumul annuel moyen de précipitations est de 666 mm, avec 10,7 jours de précipitations en janvier et 7,9 jours en juillet. Pour la période 1991-2020, la température moyenne annuelle observée sur la station météorologique la plus proche, située sur la commune de Maule à 9 km à vol d'oiseau, est de 11,8 °C et le cumul annuel moyen de précipitations est de 677,0 mm,. Pour l'avenir, les paramètres climatiques de la commune estimés pour 2050 selon différents scénarios d'émission de gaz à effet de serre sont consultables sur un site dédié publié par Météo-France en novembre 2022.

## Urbanisme

### Typologie
Au 1er janvier 2024, Davron est catégorisée commune rurale à habitat dispersé, selon la nouvelle grille communale de densité à sept niveaux définie par l'Insee en 2022.
Elle est située hors unité urbaine. Par ailleurs la commune fait partie de l'aire d'attraction de Paris, dont elle est une commune de la couronne,. Cette aire regroupe 1 929 communes,.

## Toponymie
Le nom de la localité est attesté sous les formes Daviron en 1130, Daveron en 1226, Ecclesia de Daverone en 1249, Daveron au XIIIe siècle, Davron au Val de Gallye en 1485.
Du nom de personne, Daverius, avec le suffixe -onem, « domaine de Daverius ».

## Histoire
La prospection archéologique a repéré au lieu-dit la Bicterie un établissement antique, type villa, datant du IIe siècle et IIIe siècle, au lieu-dit le Murger Dormois un établissement antique et du haut Moyen Âge. Un trésor monétaire de 422 sesterces a été découvert vers 1965 les pièces datant du Ier au IIIe siècle.
Vers 1117-1130, un prieuré bénédictin, dédié à sainte Madeleine, est édifié par Nivard de Poissy. Les bâtiments conventuels occupaient le nord et l'ouest de l'église. Le prieuré dépendait de l'abbaye de Josaphat. Il possédait un des rares exemplaire du célèbre Martyrologe d'Usuard, connu sous le nom de codex de Davron ou Davéronien (Daveronensis), et qui avait été rédigé par Usuard, moine bénédictin de l'abbaye de Saint-Germain-des-Prés à la fin IXe siècle.
En 1229-1230, Simon III de Poissy rend hommage à l'abbaye de Saint-Denis pour des fiefs situés à Davron.
Davron fut un hameau de la paroisse voisine de Feucherolles jusqu'à la Révolution.

### Le vignoble
Trois hectares de vignes ont été plantés en 2016 à la lisière du village. Une première depuis un siècle. Avec cette plantation, c'est toute une tradition qui revit. Avant l'épidémie de phylloxera qui décima les plants à la fin du XIXe siècle, le vignoble d'Île-de-France était le plus vaste, couvrant 44 000 hectares. Les premières maladies sont signalées au XIXe siècle : l'oïdium vers 1852, le mildiou vers 1880. Un hiver très rigoureux en 1879 et le phylloxéra ravagèrent les vignes restantes. Si les Yvelines ont maintenu quelques vignobles, il s’agit essentiellement de « vignes franches » sans vocation économique donc et ne répondant pas aux réglementations. Contrairement à celle de Davron. La première d'Île-de-France dont on pourrait goûter les premiers crus à l'horizon 2021 au "Domaine de La Bouche du Roi".

## Politique et administration

### Liste des maires
| Période                                  | Période  | Identité           | Étiquette | Qualité |
| ---------------------------------------- | -------- | ------------------ | --------- | ------- |
| Les données manquantes sont à compléter. |          |                    |           |         |
| Mai 1925                                 | ?        | M. de Chavagnac    |           |         |
| 1935                                     | 1953     | Eugène Billon      |           |         |
| 1953                                     | ?        | M. Thirouin        |           |         |
| avant 1988                               | ?        | Robert Labbé       |           |         |
|                                          |          |                    |           |         |
| 2001                                     | 2008     | Louis Morvan       |           |         |
| 2008                                     | 2010     | Michel Breitel     |           |         |
| 2010                                     | 2014     | Louise de Goncourt |           |         |
| 2014                                     | En cours | Damien Guibout     |           |         |

## Population et société

### Démographie

#### Évolution démographique
L'évolution du nombre d'habitants est connue à travers les recensements de la population effectués dans la commune depuis 1793. Pour les communes de moins de 10 000 habitants, une enquête de recensement portant sur toute la population est réalisée tous les cinq ans, les populations de référence des années intermédiaires étant quant à elles estimées par interpolation ou extrapolation. Pour la commune, le premier recensement exhaustif entrant dans le cadre du nouveau dispositif a été réalisé en 2004.

En 2022, la commune comptait 282 habitants, en évolution de −9,03 % par rapport à 2016 (Yvelines : +2,72 %, France hors Mayotte : +2,11 %).
| 1793 | 1800 | 1806 | 1821 | 1831 | 1836 | 1841 | 1846 | 1851 |
| ---- | ---- | ---- | ---- | ---- | ---- | ---- | ---- | ---- |
| 195  | 188  | 206  | 178  | 213  | 210  | 227  | 231  | 228  |

| 1856 | 1861 | 1866 | 1872 | 1876 | 1881 | 1886 | 1891 | 1896 |
| ---- | ---- | ---- | ---- | ---- | ---- | ---- | ---- | ---- |
| 227  | 217  | 213  | 226  | 235  | 217  | 229  | 253  | 248  |

| 1901 | 1906 | 1911 | 1921 | 1926 | 1931 | 1936 | 1946 | 1954 |
| ---- | ---- | ---- | ---- | ---- | ---- | ---- | ---- | ---- |
| 239  | 216  | 245  | 205  | 209  | 195  | 187  | 185  | 201  |

| 1962 | 1968 | 1975 | 1982 | 1990 | 1999 | 2004 | 2006 | 2009 |
| ---- | ---- | ---- | ---- | ---- | ---- | ---- | ---- | ---- |
| 189  | 174  | 233  | 259  | 231  | 303  | 386  | 390  | 341  |

| 2014 | 2019 | 2022 | - | - | - | - | - | - |
| ---- | ---- | ---- | - | - | - | - | - | - |
| 311  | 293  | 282  | - | - | - | - | - | - |

#### Pyramide des âges
En 2018, le taux de personnes d'un âge inférieur à 30 ans s'élève à 29 %, soit en dessous de la moyenne départementale (38 %). À l'inverse, le taux de personnes d'âge supérieur à 60 ans est de 25,6 % la même année, alors qu'il est de 21,7 % au niveau départemental.
En 2018, la commune comptait 148 hommes pour 151 femmes, soit un taux de 50,50 % de femmes, légèrement inférieur au taux départemental (51,32 %).
Les pyramides des âges de la commune et du département s'établissent comme suit.
| Hommes | Classe d’âge | Femmes |
| ------ | ------------ | ------ |
| 0,0    | 90 ou +      | 2,7    |
| 6,2    | 75-89 ans    | 6,1    |
| 16,6   | 60-74 ans    | 19,6   |
| 31,0   | 45-59 ans    | 31,8   |
| 14,5   | 30-44 ans    | 13,5   |
| 14,5   | 15-29 ans    | 10,1   |
| 17,2   | 0-14 ans     | 16,2   |

| Hommes | Classe d’âge | Femmes |
| ------ | ------------ | ------ |
| 0,6    | 90 ou +      | 1,4    |
| 6      | 75-89 ans    | 7,8    |
| 13,5   | 60-74 ans    | 14,8   |
| 20,7   | 45-59 ans    | 20,1   |
| 19,6   | 30-44 ans    | 19,9   |
| 18,5   | 15-29 ans    | 16,8   |
| 21,2   | 0-14 ans     | 19,2   |

## Économie
- Davron est une commune essentiellement rurale et résidentielle.

## Culture locale et patrimoine

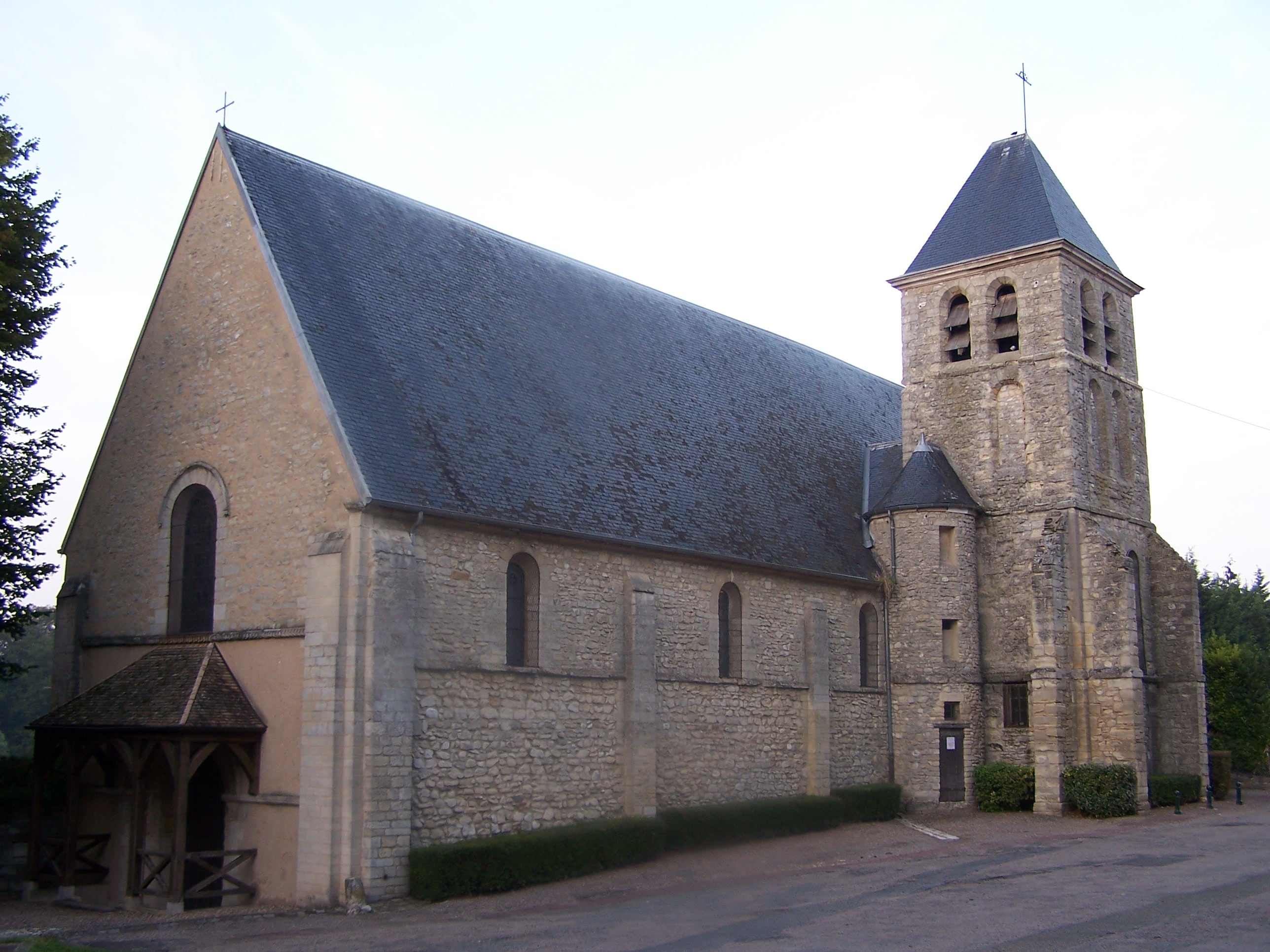
L'église Sainte-Madeleine.

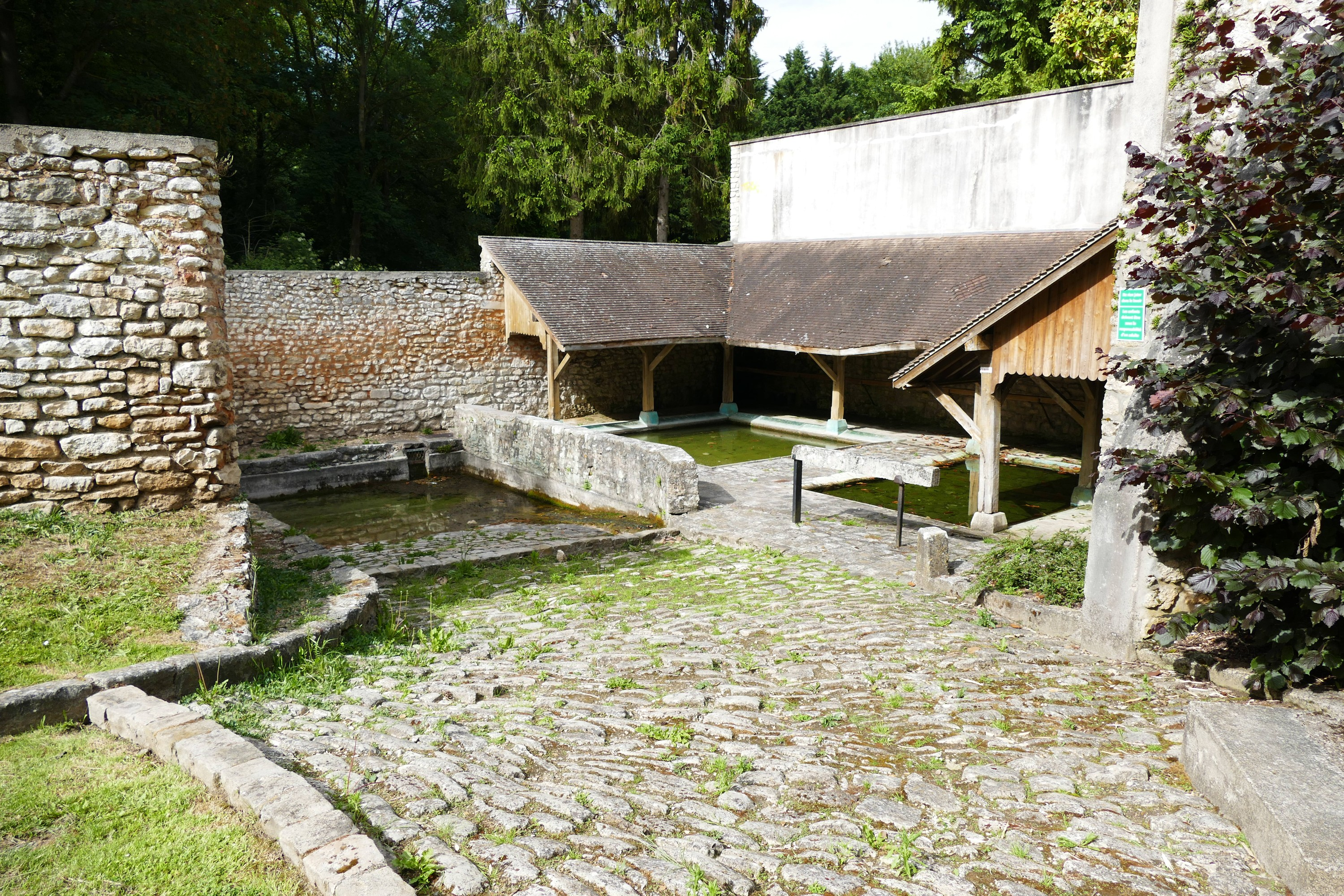
Le lavoir.

### Lieux et monuments
- Église Sainte-Marie-Madeleine : église datant du début du XIIe siècle et classée monument historique en 1926.

À l'origine, un prieuré bénédictin fut fondé en 1117 par Nivard de Poissy ; le chœur de la chapelle fut reconstruit vers 1642 pour Claude de Bullion et la chapelle elle-même devient église paroissiale en 1690 ; les bâtiments conventuels furent détruits vers 1830.
- Parc de Wideville (privé) : l'entrée en est à proximité de l'église et cependant le château de Wideville lui-même se trouve sur le territoire de la commune voisine de Crespières.

### Héraldique
| Blason de Davron | Blason  | Écartelé d'azur et d'argent, au premier au lion d'or issant de trois fasces ondées d'argent, au second à trois corneilles de sable posées 1 et 2 membrées et becquées d'or, au troisième à une bande de gueules accompagnée de six coquilles de même mises en orle, au quatrième à une gerbe de blé d'or. |
| Blason de Davron | Détails | Le statut officiel du blason reste à déterminer. |